# Konstanta šíření
Konstanta šíření patří mezi sekundární parametry vedení. Označujeme ji {\displaystyle \gamma }.
Konstantu šíření můžeme vypočítat dle vztahu:
{\displaystyle {\overline {\gamma }}=+{\sqrt {{\overline {Z_{l1}}}.{\overline {Y_{q1}}}}}=+{\sqrt {\left(R_{1}+j\omega L_{1}\right).\left(G_{1}+j\omega C_{1}\right)}}}
kde:
{\displaystyle {\overline {Z_{l1}}}=R_{1}+j\omega L_{1}}, je podélná impedance vedení na jednotku délky a
{\displaystyle {\overline {Y_{q1}}}=G_{1}+j\omega C_{1}}, je příčná admitance na jednotku délky.

Konstanta šíření je komplexní číslo a můžeme ji rozepsat do tvaru:
{\displaystyle {\overline {\gamma }}=\alpha +j\beta \,}
kde
reálná část α představuje činitel tlumení

a imaginární část β představuje činitel fázového natočení

## Činitel tlumení
{\displaystyle \alpha ={\sqrt {{\frac {1}{2}}\left[{\sqrt {\left(R_{1}^{2}+\omega ^{2}.L_{1}^{2}\right).\left(G_{1}^{2}+\omega ^{2}.C_{1}^{2}\right)}}+\left(R_{1}.G_{1}-\omega ^{2}.L_{1}.C_{1}\right)\right]}}}

## Činitel fázového natočení
{\displaystyle \beta ={\sqrt {{\frac {1}{2}}\left[{\sqrt {\left(R_{1}^{2}+\omega ^{2}.L_{1}^{2}\right).\left(G_{1}^{2}+\omega ^{2}.C_{1}^{2}\right)}}+\left(\omega ^{2}.L_{1}.C_{1}-R_{1}.G_{1}\right)\right]}}}